# 清河崔氏
清河崔氏（せいが さいし）は、中国の魏晋南北朝時代から隋唐時代にかけての門閥貴族である。神農炎帝姜姓を起源とし、太公望を祖とする。

## 概要

### 清河崔氏の祖
崔氏は姜姓を起源とし、斉太公（姜子牙）の後裔である。斉丁公の嫡子である季子は、本来の継承権を斉乙公に譲り、自らは崔を封邑としてそこで余生を送り、息子の穆伯をもうけた。穆伯の子孫は「崔」を氏とするようになった。
穆伯の十一世孫である崔杼は、斉国の正卿（最高位の官職）を務めた。崔杼には崔成と崔彊という二人の息子がいたが、その後、斉桓公の後裔である東郭姜を妻とし、崔明をもうけた。しかし、後に慶封の攻撃を受け、崔成・崔彊は殺害され、崔杼と東郭姜も自害した。崔明は墓地に身を潜めて難を逃れ、その後魯国へ亡命し、同国の卿大夫となった。
崔明の子・崔良の十五世孫にあたるのがであり、崔意如には二人の息子、崔業（字・伯基）とがいた。崔業は前漢初期に清河郡東武城県に定住して清河崔氏の祖となる。弟にあたる崔仲牟は涿郡安平県に住み着き、博陵崔氏の祖となる。ここから崔氏の一族は清河崔氏と博陵崔氏の二系統に分かれ、ともに影響を持つ士族となった。

### 北方豪族の筆頭
後漢末から三国時代にかけて、清河崔氏からは崔琰や崔林といった名士が輩出された。南北朝時代にはその勢力が最盛期に達し、唐代に入ると、崔氏は清河崔氏と博陵崔氏の二系統からさらに十の分家が生まれ、累計で29名の宰相を輩出した。
当時の世間では、『貴姓を論ずるなら、崔・盧・李・鄭・王に如かず』という俗諺が広まるほど、清河崔氏は博陵崔氏と並んで栄華を極め、『天下第一高門、北方豪族之首』（天下随一の名門にして、北方豪族の筆頭）と称された。清河崔氏の勢力は唐末まで続いたが、五代十国時代以降は次第に衰退していった。

## 歴史

### 秦漢の黎明期
崔意如は、秦の始皇帝の時代に東莱侯に封じられた。秦の滅亡後、楚漢戦争の混乱期を経て前漢が成立すると、崔意如はその地位を維持し、さらに勢力を拡大した。前漢時代に長男の崔業が清河郡東武城県（現在の河北省故城県）に定住し、その後の子孫は「清河東武城人」と称されるようになり、清河崔氏はこれに由来する。
漢代の清河崔氏は、儒学を重んじる家風を持ち、地方豪族としても勢力を拡大した。清河を中心に広大な土地を所有する清河崔氏は一門を官僚として朝廷に送り込み、学問と政治の両面で影響力を発揮し、士族としての地位を維持し続けた。
崔業が清河郡東武城に定住して以降、『新唐書・宰相世系表』の記録によれば、漢代までに清河崔氏は四つの主要な分流へと発展した。
- 崔業の六世孫・崔泰の子である崔恪の系統
- 崔業の六世孫・崔泰の子である崔景の系統
- 崔業の八世孫・崔密の子である崔霸の系統
- 崔業の八世孫・崔密の子である崔琰の系統

この四大支系のほかにも、小規模な分家がいくつか存在していた。その後、歴史で活躍した清河崔氏の人物のほとんどは、これら四つの主要な系統の末裔である。

### 群雄割拠する魏晋南北朝
三国時代の動乱期には、崔琰（さいえん）のような人物が登場し、曹操の側近として政治的な助言を行った。曹植（文帝）の正室は、崔琰の姪（崔琰の弟の娘）であった。この婚姻は、曹操が清河崔氏との関係を緊密にし、士族の支持を取り込むことを目的とした政治的措置であったと考えられる。
西晋時代に入ると、崔洪が政界で活躍したが、八王の乱や永嘉の乱により華北の秩序が崩壊し、士族社会は大きな動揺に見舞われた。この混乱の影響を受け、清河崔氏は一時的に衰退するが、その影響力は依然として残っていた。
北魏時代に入ると、清河崔氏は再び歴史の表舞台に登場し、孝文帝（元宏）の時代には、「盧・崔・鄭・王」の四姓名門の一角を占めるようになった。特に崔浩は、孝文帝の漢化政策を推進する中心人物となり、北魏の政治・文化の改革に貢献した。また、崔浩は『国史』の編纂にも携わったが、鮮卑貴族の反発を招き、「国史の獄」で崔浩一族、盧氏、郭氏など、さらに繋がりのある漢族系の有力貴族は誅殺された。
「国史の獄」の影響を受けた一門は完全に滅亡したわけではなく、その後も北魏において復権を遂げた。崔浩の従弟崔光はこの禍を免れ、国子祭酒を歴任し、北魏政権において重きをなした。
また、北魏分裂後も清河崔氏は東魏・北斉・北周に仕え、士族としての地位を保持し続けた。特に北斉においては、清河崔氏は貴族や皇族との婚姻と儒学を重んじる家風を通じ、政権中枢に参与して政治的影響力を発揮した。北斉には清河崔氏の中でも清河大房と呼ばれる家系が隆盛した。

### 隋唐に栄えた門閥貴族「五姓七族」
隋の建国に際しては、清河崔氏は武川鎮軍閥出身の楊堅（隋の文帝）と結びつき、その政権基盤の強化に貢献した。特に、楊堅は崔氏をはじめとする士族との関係を重視し、清河崔氏の一門である鄭州崔氏出身の母を持つ独孤伽羅を皇后に立て、その家柄と人脈の影響力を活用し、隋の統治を安定させた。
唐代に入ると、清河崔氏は「五姓七族」の一つとして、中国最高の門閥貴族の地位を確立した。五姓七族とは、清河崔氏、博陵崔氏、范陽盧氏、太原王氏、隴西李氏、趙郡李氏、滎陽鄭氏の七つの士族を指し、清河崔氏はその筆頭格として社会的な威信を誇った。唐代の科挙制度が整備される中でも、清河崔氏は門閥の力を背景に多くの一門を官僚として朝廷に送り込み、宰相を十二人輩出するなど、政治の中枢で活躍した。唐代中期には崔義玄は武則天の信任を得て、清河崔氏の影響力をさらに高めた。
唐代後期には中央集権化の進展は門閥貴族の影響力を大きく削いだ。清河崔氏をはじめとする五姓七族は、家柄や血統に基づく社会的優位性を誇っていたが、科挙制度の普及に伴う実力主義の台頭により、その政治的影響力は低下した。また、黄巣の乱が唐王朝全体を揺るがす大規模な反乱となり、長安や洛陽といった主要都市が略奪され、多くの貴族や官僚が殺害されるなど、清河崔氏を含む名門士族の勢力が大幅に衰退した。さらに、唐末期の白馬の禍は門閥貴族にとって最後の致命的な打撃となり、多くの清河崔氏を含む名門士族が犠牲となり、門閥貴族の政治的影響力はほぼ完全に失われた。